# تسرنا بارا (بوگاتیچ)
تسرنا بارا (به صربی: Crna Bara) یک منطقهٔ مسکونی در صربستان است که در بوگاتیچ واقع شده‌است.